# Greybull
Greybull – miasto w Stanach Zjednoczonych, w stanie Wyoming, w hrabstwie Big Horn.